# Douinia ovata
Douinia es un género monotípico de plantas hepáticas perteneciente a la familia Scapaniaceae. Su única especie: Douinia ovata, es originaria de Irlanda.

## Taxonomía
Douinia ovata fue descrita por (Dicks.) H.Buch y publicado en Commentationes Biolicae 3(1): 14. 1928.
Sinonimia
- Jungermannia ovata Dicks.[3]